# Xenofil·lita
La xenofil·lita és un mineral de la classe dels fosfats, que pertany al grup fil·lowita. Va ser aprobada per l'Associació Mineralògica Internacional l'any 2006. Abans de ser aprovada era coneguda amb el codi IMA2006-006.

## Característiques
La xenofil·lita és un fosfat de sodi i ferro amb fórmula Na₄Fe₇2+(PO₄)₆· 3H₂O. Pertany al grup fil·lowita de minerals, juntament amb la chladniita, la fil·lowita, la galileiita, la johnsomervilleita i la stornesita-(Y). La xenofil·lita és un dels darrers nous fosfats descoberts que han estat trobats en ferro i roques ferrítiques.
Segons la classificació de Nickel-Strunz, la xenofil·lita pertany a «08.AC: Fosfats, etc. sense anions addicionals, sense H₂O, amb cations de mida mitjana i gran» juntament amb els següents minerals: howardevansita, alluaudita, arseniopleita, caryinita, ferroalluaudita, hagendorfita, johillerita, maghagendorfita, nickenichita, varulita, ferrohagendorfita, bradaczekita, yazganita, groatita, bobfergusonita, ferrowyllieita, qingheiita, rosemaryita, wyllieita, ferrorosemaryita, qingheiita-(Fe2+), manitobaita, marićita, berzeliita, manganberzeliita, palenzonaita, schäferita, brianita, vitusita-(Ce), olgita, bario-olgita, strontiowhitlockita, whitlockita, merrillita, tuita, ferromerrillita, bobdownsita, chladniita, fil·lowita, johnsomervilleita, galileiita, stornesita-(Y), harrisonita, kosnarita, panethita, stanfieldita, ronneburgita, tillmannsita i filatovita.

## Formació i jaciments
Només se n'ha trobat aquest mineral al meteorit Augustinovka, un meteorit de ferro de 400Kg. trobat l'any 1890 a Dnipropetrovs'k Oblast', Ucraïna.